# Delphine Bataille
Pour les articles homonymes, voir Bataille (homonymie).
Delphine Bataille, née le 16 septembre 1969 à Cambrai (Nord), est une femme politique française.
Fille de l'ancien député Christian Bataille, elle est membre du Parti socialiste (PS). Elle est sénatrice de 2011 à 2017.

## Biographie
Attachée parlementaire de son père à l'Assemblée nationale, elle est élue conseillère générale dans le canton de Carnières en 2004, et devient vice-présidente du conseil général du Nord chargée de l'environnement et du développement durable. Elle est réélue en 2011.
Candidate aux élections municipales de 2008 à Rieux-en-Cambrésis, elle obtient 36,8 % des suffrages et la liste qu’elle conduit échoue face au maire sortant. Lors des élections régionales de 2010, elle est élue au conseil régional du Nord-Pas-de-Calais pour le département du Nord et en devient la sixième vice-présidente chargée de la jeunesse et des sports.
Figurant en deuxième position de la liste socialiste menée par Michel Delebarre lors des élections sénatoriales de 2011 dans le Nord, elle est élue sénatrice le 25 septembre 2011. Elle démissionne du conseil régional le 30 septembre en application de la loi du 5 avril 2000 sur le cumul des mandats.
En 2016, elle présente une liste alternative à la liste officielle du PS en vue des élections sénatoriales de 2017 dans le Nord, qui n'a pas été validée par le vote des militants de la fédération socialiste. Alors qu'elle figurait initialement en quatrième position sur la liste proposée par Patrick Kanner, elle n'apparaît plus sur la liste définitive et mène la liste dissidente « Pour nos territoires, écoute et équilibre » (ralliée à La République en marche). Elle n'est pas réélue.
Elle soutient la candidature de Manuel Valls pour la primaire citoyenne de 2017, puis parraine Emmanuel Macron pour l'élection présidentielle de 2017.

## Activités au Sénat
Au Sénat, elle est vice-présidente de la commission des Affaires économiques et membre de l'Office parlementaire d'évaluation des choix scientifiques et technologiques (OPECST).
Elle est également membre du groupe d'études Chasse et pêche, du groupe d'études Communications électroniques et Poste, du groupe d'études Économie agricole et alimentaire, du groupe d'études Énergie et du groupe d'études Industrie. Elle est également membre de la commission spéciale sur la lutte contre le système prostitutionnel.

## Détail des mandats et fonctions

### Au Sénat
- 1er octobre 2011 – 1er octobre 2017 : sénatrice du Nord.

### Au niveau local
- 1er avril 2004 – 2 avril 2015 : conseillère générale du Nord (élue dans le canton de Carnières).
- 1er avril 2004 – 22 septembre 2014 : vice-présidente du conseil général du Nord.
- 26 mars 2010 – 30 septembre 2011 : vice-présidente du conseil régional du Nord-Pas-de-Calais.